# Hypanthidium mexicanum
Hypanthidium mexicanum är en biart som först beskrevs av Cresson 1878.  Hypanthidium mexicanum ingår i släktet Hypanthidium och familjen buksamlarbin. Inga underarter finns listade i Catalogue of Life.